# The Elephant Princess
The Elephant Princess is een Australische fantasy-reeks. De serie werd in Australië uitgezonden in 2008-2009.
De Nederlands-ondertitelde Vlaamse première was voor Ketnet in de kerstvakantie 2009-10, gevolgd door een Nederlands ondertitelde in 2011, die in Nederland ook uitgezonden wordt door Zapp, kort na een Duitse versie (op ZDF). 
Er bestaat ook een ingekorte versie als integrale tv-film, die Ketnet in 2010 als eerste met Nederlandse ondertitels uitzond.
De tweede reeks kwam eind 2011 op Ketnet, begin 2012 gevolgd door een tweede compilatie-film.

## Plot
De 'Olifantenprinses' is een Australische fantasy-reeks over de verrassende avonturen die volgen nadat vanuit het magische, oer-conservatieve (fictieve, Indisch aandoende) koninkrijk Manjipoor de olifant Anala en haar mahoet Kuru in opdracht van de wijze minister Omar naar het doorsnee-burgergezin van Jim Wilson in een typische Australische voorstadwijk komen om de brutale, geadopteerde oudste dochter Alex(andra) voor te bereiden op haar lotsbestemming als erfprinses. Bij hun magische bezoeken per olifant aan Manjipoor en van daaruit worden ze tegengewerkt door de edelgeboren doch snode rivaal voor de troon, prins Vashan, en diens geniepige slavin, Diva.
In de tweede serie is Vashan als magische schurk vervangen door usurpatrice Diva, terwijl Caleb en z'n zuster Zamira, uit het verpauperde West-Manjipoor, een ambivalente rol spelen, terwijl nu niet-koninklijke zwarte magie en een mysterieus boek daarover centraal staan. In Australië heeft Alex, nu als conservatoriumstudente, nieuwe vrienden (in een band) en rivales, maar er is nu meer interactie tussen beide werelden.

## Cast
De hoofdrollen en hun vertolkers zijn:
- Miles Szanto als Kuru, de mahoet (verzorger) van de magische olifant Anala, en feitelijk mentor en beschermer van de prinses
- Emily Robins als Alexandra 'Alex' Wilson, de prinses tegen wil en dank
- Richard Brancatisano als Caleb
- Brett Climo als Omar
- Damien Bodie als Vashan
- Alex' schoolvrienden en muzikanten in een popbandje, Smash:
  - Liam Hemsworth als Marcus, tevens Alex' schoollief
  - Sebastian Gregory als JB Deekes
  - Maddi Tyers als JB's (stief?)zus, Amanda Tucci
- Grant Piro als nietsvermoedende huisvader Jim Wilson
- Sebastian Angborn als Diva's trawant, rabauw Senq
- Eka Darville als Taylor